# خامتو
خامتو نام غذایی که در روستاهای استان لرستان و مخصوصاً بخش جاپلق تهیه می شود. این غذا نوعی خامه‌ محلی است.

## مواد اولیه
شیر، نان

## روش تهیه
بعد از جوشاندن شیر صبر می کنند تا شیر سرد شده و سپس نان محلی که قبلاً تهیه شده و تقریباً مثل نان بربری می‌باشد را تکه تکه کرده و با فرو کردن و بالا آوردن قطعات نان در ظرف شیر، سر شیر جمع شده روی شیر را بر روی تکه‌های نان جمع می کنند. از این غذای بسیار خوشمزه و مقوی معمولاً به هنگام صبحانه استفاده می شود.